# Путь из немец в хазары
Путь «из немец в хазары» — гипотетический торговый путь или комплекс из множества отдельных путей, возможно существовавший в IX-XI веках и связывавший низовья Волги (Хазарский каганат) с крупными европейскими державами того времени (например, Восточно-Франкское королевство).
Возможно, влиял на становление Древнерусского государства. Название термина предложено доктором исторических наук А. В. Назаренко в книге «Древняя Русь на международных путях: Междисциплинарные очерки культурных, торговых, политических отношений IX—XII веков». Согласно автору, путь «из немец в хазары» сыграл в древнейшей русской истории не меньшую роль, нежели гораздо более известный перпендикулярный ему водный путь «из варяг в греки».

## Гипотеза
Гипотеза о якобы существовавшем торговом пути «из немец в хазары» получила распространение. Материалы исследований Назаренко были опубликованы в журналах «Средние века» (1990), «Славяноведение» (1992), в сборнике «Древнейшие государства Восточной Европы», выпускаемом Институтом российской истории РАН (1991), а также в трудах автора, изданных отдельными книгами.
Согласно мнению А. В. Назаренко, на существование такого торгового пути указывают следующие факты:
1. Географическая ориентация русских земель того времени (вытянуты не только с севера на юг вдоль пути «из варяг в греки», но также и запада на восток (от Киева до Червенских городов).
2. Языковые процессы: англ. slave, нем. Sklave («раб») возможно происходят от лат. sclavius — этим словом в документах той эпохи обозначали славян.

## Дальнейшее развитие гипотезы
- Дальнейшее распространение гипотеза получила в книге Владимира Яковлевича Петрухина и Дмитрия Сергеевича Раевского «Очерки истории народов России в древности и раннем средневековье», согласно которым ситуация в Центральной Европе в VII—IX веках не могла благоприятствовать торговле: об этом, по их словам, свидетельствует практическое отсутствие в Центральной Европе дирхемов (несколько десятков находок против десятков тысяч в Восточной и Северной Европе — как бы ни объяснять механизмы монетного обращения в раннем Средневековье).
- Путешествующие чуть ли не по всему старому свету еврейские купцы ар-разанийа, судя по описанию Ибн Хордадбеха, отправляясь в IX веке из Западной Европы обходили Восточную, в том числе Хазарию. Подтверждением тому был тот парадоксальный факт, что еврейский сановник при дворе кордовского правителя Хасдай ибн Шапрут в середине X века ничего не знал о Хазарском каганате. Он попытался отправить своё письмо хазарскому царю Иосифу через Византию, и только когда греки не пропустили его послов, ему пришлось искать обходных путей — тут-то, по словам историков, в начале 960-х гг., и был открыт «путь из немец в хазары» через земли славян, уже относительно «цивилизованную» Венгрию и Русь; тогда же о пути из Праги через Краков в Киев сообщает и Ибрагим Ибн Йакуб[4].
- Гипотезу также поддерживает Михаил Юрасов, согласно которому одно из ответвлений пути вело в Восточную Баварию[5].
- Кандидат исторических наук Андрей Плахонин идёт ещё дальше и, опираясь на опубликованные результаты совместной экспедиции киевских и казанских археологов,[6] заявляет в официальном научно-историческом издании Академии наук Украины о существовавшей составной части пути из немец в хазары — пути из Булгара в Киев[7].
- Профессор Института славяноведения и балканистики РАН Александр Александрович Гугнин, пишет что «путь из немец в хазары» имел не менее важное значение, чем «путь из варяг в греки», и уже одно это заставляет корректировать византийско-скандинавскую модель ранней истории Руси[8].

## Критика
Теория, предложенная Назаренко, нашла широкое обсуждение в научных кругах. Следует отметить, что сама возможность существования подобного пути обсуждалась академическими кругами длительное время. Известный историк и писатель Алексей Карпов в научном издании РГАДА — «Архив русской истории» написал рецензию к работам А. Ю. Назаренко, где подвергает общей критике работы Назаренко, одновременно делая предположение что, говоря о трансконтинентальном «широтном» пути, можно было бы воспользоваться выражением: «путь из хазар в немцы». Журнал «Новая русская книга» даёт следующую рецензию:

Любопытный парафраз хрестоматийного «пути из варяг в греки» вовсе не ограничивается пустым обыгрыванием формулировки нового взгляда. Автор пытается наполнить это «из немец» реальным историческим смыслом, вводя в научное употребление целый ряд новых документов, связанных с Западно-Европейским историческим ареалом.
— Новая русская книга, 2001

### Систематизированные возражения
1. Нет упоминаний пути «из немец в хазары» или чего-либо подобного ни в летописях, ни в иных документах
2. Не найдено артефактов, указывающих на наличие сколь-либо значимого торгового пути в указанных местах